# Koljós

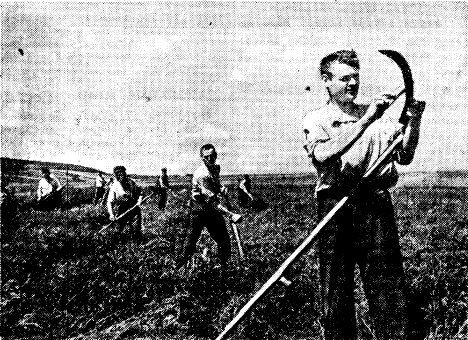
Trabajo colectivo en el koljós.

Un koljós o koljoz (en ruso колхоз, pronunciaciónⓘ) era una granja colectiva (véase cooperativa agrícola) en la Unión Soviética, que sustituyó al artel. La palabra koljós es una contracción de la expresión rusa коллективное хозяйство (kollektívnoye jozyaistvo), que significa ‘granja colectiva’.

## Historia

### Inicios
Los koljoses fueron establecidos por Vladímir Lenin apenas después del triunfo de la Revolución rusa de 1917 como una forma de cooperativa campesina destinada a eliminar los latifundios de los grandes terratenientes rusos. Para esto, el gobierno bolchevique realizó expropiaciones masivas a los terratenientes y entregó las tierras así obtenidas a las cooperativas formadas por campesinos afines al régimen, aunque siempre otorgando sobre dichas tierras solo un "derecho de uso" pero no de propiedad pues una de las primeras medidas del gobierno bolchevique fue nacionalizar todas las propiedades inmuebles. Los campesinos afiliados al koljós podían ser propietarios de algunos pequeños bienes de producción (como herramientas agrícolas) y se hallaban obligados a entregar cuotas de producción al Estado.
No obstante, en muchos casos grupos bolcheviques locales habían ya ejecutado directamente repartos de tierras a campesinos pobres, pero sin obligarlos a formar una cooperativa, quienes mayormente se negaron a abandonar éstas para unirse a un koljós. Si bien la pequeña propiedad privada sobre bienes de producción (aunque no sobre la tierra) fue permitida por Lenin dentro del esquema de su Nueva Política Económica (NEP) de 1921, siempre las autoridades de la Unión Soviética promovieron la afiliación de los campesinos al koljós aunque ello no siempre era lo más atractivo para los pequeños propietarios.

### "Colectivización forzosa"
Tras abolirse la NEP en 1925, el gobierno de Iósif Stalin estimuló la creación de más koljoses para así aumentar la cantidad de producción agrícola en poder del Estado soviético, con el fin de dedicar ésta a la exportación y así reinsertar a la Unión Soviética en el comercio internacional. Este esfuerzo culminó en 1928 con la prohibición oficial de las explotaciones agrarias privadas y su puesta en colectividad forzosa, utilizando la violencia contra los campesinos que rehusaran integrarse a un koljós. La integración obligatoria de los pequeños propietarios en los koljós (o "colectivización forzosa") fue acompañada de una brutal represión política contra los campesinos opositores, caracterizada por arrestos masivos, deportaciones a campos de trabajo forzado y ejecuciones sumarias entre la población rural, siendo ésta una de las primeras políticas represivas del régimen de Stalin.
El gobierno estalinista dispuso exportar gran parte de la producción agrícola de la Unión Soviética hacia países capitalistas y financiar con ello la compra de maquinaria industrial. La productividad agraria soviética había aumentado desde 1917 como resultado de los estímulos dados por la NEP, pero ante la urgencia de contar con productos agrícolas en gran cantidad para la exportación, Stalin aumentó desmesuradamente las cuotas de producción en los koljoses y estableció severas penas en caso de "especulación" u "ocultamiento de cosechas", ignorando deliberadamente que desde 1928 la colectivización forzosa había dislocado todo el sistema productivo rural de la URSS, por lo cual los koljoses tendrían gran dificultad en cumplir las nuevas cuotas. 

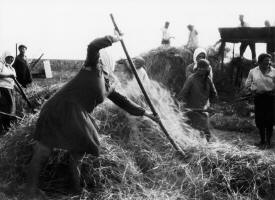
Trabajo en un koljós de Ucrania.

Al mostrarse imposible volver a los niveles de producción de mediados de la década de 1920, el gobierno soviético recurrió desde 1930 a violentas requisaciones de cosechas en los koljoses, cumpliendo así las "cuotas productivas" pero al apropiarse de casi toda la producción de alimentos generó una gravísima hambruna en las regiones rurales, especialmente en Ucrania.

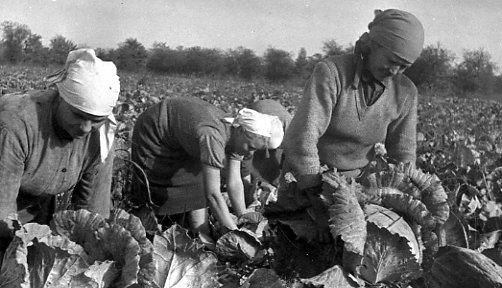
Cosecha de repollo en una granja colectiva, 1938.

Hacia 1938 el gobierno de Stalin había logrado financiar la industrialización a costa del campo soviético, pero los koljoses se vieron sometidos a otra difícil prueba con la entrada de la URSS en la Segunda Guerra Mundial desde junio de 1941. A las destrucciones causadas por el ataque alemán se unió una enorme presión sobre los koljoses situados aún en territorios bajo control gubernamental para que aumentaran su producción, presión agravada por la movilización de la mano de obra masculina para el Ejército Rojo. En tanto la política de industrialización de Stalin no había prestado mayor atención a la modernización de la producción agrícola, el periodo de 1941-1945 implicó un mayor esfuerzo para que los koljoses satisficieran las demandas estatales.

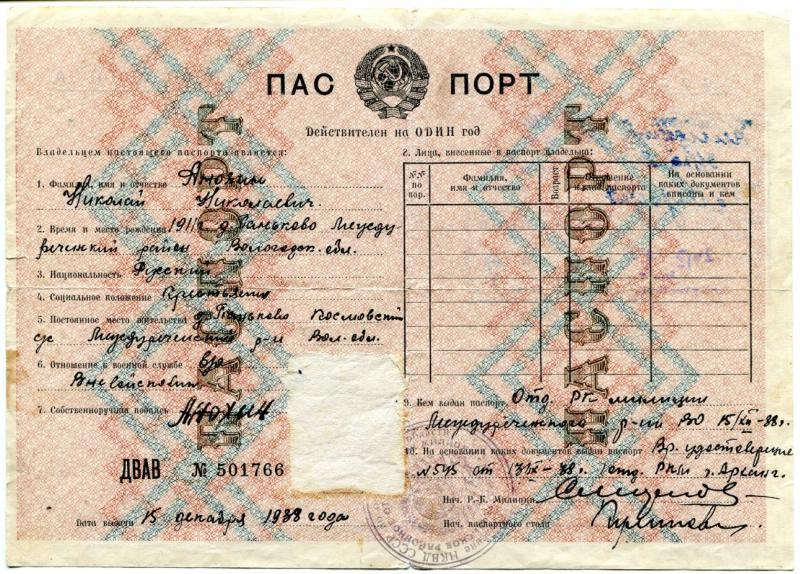
Pasaporte expedido a un campesino con una validez de un año (1938).

### Modernización
Tras 1945 empezó a atenderse un poco más a la urgencia de modernización en el campo para incrementar la productividad, más aún considerando que al empezar la Guerra Fría contra los Estados Unidos la Unión Soviética debía asegurar una "seguridad alimentaria". Durante el deshielo de Nikita Jrushchov (1953-1964) tras la muerte de Stalin, se incrementaron los salarios de los campesinos koljosianos [cita requerida] y se impulsó la tecnificación de la producción agraria en los koljoses para obtener un efectivo y pleno abastecimiento de alimentos en la URSS, la cual ahora "exportaba" el modelo de los koljoses a sus satélites del Pacto de Varsovia.
Tras la caída de Jruschov y el ascenso de Leonid Brézhnev al poder en 1964, la URSS entró en un periodo de estancamiento económico. Los koljoses no pudieron mantener sus niveles de productividad y paulatinamente la tecnificación agrícola empezó a dar signos de obsolescencia. Un relajamiento del "pasaporte interior" soviético en 1969 permitió que los niños nacidos en un koljós no estuvieran obligados (como en el pasado)[cita requerida] a trabajar de adultos en ese mismo koljós. En 1974 se permitió en forma limitada que un grupo seleccionado de campesinos jóvenes dejara el koljós para trabajar en las ciudades.

### Estancamiento y decadencia
A mediados de la década de 1970, la Unión Soviética sufría de problemas para abastecer a su población y por primera vez desde los tiempos zaristas volvió a importar alimentos de los países capitalistas. Aprovechando vacíos legales, los koljoses sufrían la migración a las ciudades de sus miembros más jóvenes, en tanto la economía rural ofrecía muy pocas opciones de crecimiento económico. La pauperización del campo soviético se hizo más aguda en tanto la productividad disminuía y se reducía más el financiamiento estatal a los koljoses, los cuales ahora afrontaban por sí solos el costo de la producción alimenticia, la cual el Estado vendía en las ciudades a precios subsidiados.

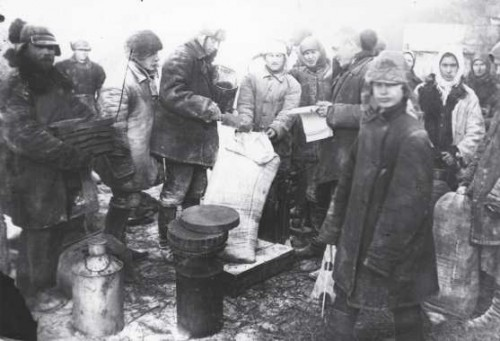
Distribución de productos a agricultores colectivos durante los días laborables, aldea de Udáchnoye, región de Donetsk, Ucrania, 1933.

### Extinción
Con la llegada de la perestroika en el gobierno de Mijaíl Gorbachov desde 1985, se impuso a los koljoses mecanismos que recompensaran la productividad, suprimiendo algunos "cuotas de producción" fijas e incentivando la competencia entre koljoses, a fin de reducir en lo posible la importación de alimentos. No obstante, la agricultura en la URSS sufría ya décadas de abandono estatal y difícilmente estas políticas surtieron efecto. Peor aún, la burocracia encargada de la administración de los koljoses desconocía cómo aplicar nuevos sistemas de manejo financiero y requería más subsidio estatal, precisamente lo que el gobierno soviético ya no podía seguir aportando ante el acelerado deterioro de la economía nacional. La glásnost promovió inclusive en el mundo rural cierta discusión sobre cuestiones antes censuradas como la ineficiencia o corrupción de la burocracia. Las reformas de Gorbachov no pudieron implementarse y lentamente los koljoses empezaron a decaer.
Cuando en agosto de 1991 un fallido golpe de Estado dio inicio a la acelerada disolución de la Unión Soviética, los campesinos de los koljoses aprovecharon la nueva situación para repartirse algunas tierras a título personal, junto con maquinaria y herramientas. A partir de 1992 el nuevo gobierno de Rusia autorizó que los koljoses se privatizaran, siendo comprados por grupos económicos locales al mando de oligarcas. No obstante, la disolución del "pasaporte interior" soviético causó que para entonces la gran mayoría de campesinos koljosianos abandonase el campo para migrar a asentamientos urbanos.

## Estadísticas básicas del número de koljoses en la Unión Soviética en el periodo 1960-1990
Koljóses y sovjóses en la Unión Soviética: número de granjas, tamaño medio, y porcentaje de la producción agraria
| Año  | Número de koljóses | Número de sovjóses | Tamaño del koljós, ha | Tamaño del sovjós, ha | Porcentaje de koljóses | Porcentaje de sovjóses | Porcentaje de granjas privadas |
| ---- | ------------------ | ------------------ | --------------------- | --------------------- | ---------------------- | ---------------------- | ------------------------------ |
| 1960 | 44,000             | 7,400              | 6,600                 | 26,200                | 44%                    | 18%                    | 38%                            |
| 1965 | 36,300             | 11,700             | 6,100                 | 24,600                | 41%                    | 24%                    | 35%                            |
| 1970 | 33,000             | 15,000             | 6,100                 | 20,800                | 40%                    | 28%                    | 32%                            |
| 1975 | 28,500             | 18,100             | 6,400                 | 18,900                | 37%                    | 31%                    | 32%                            |
| 1980 | 25,900             | 21,100             | 6,600                 | 17,200                | 35%                    | 36%                    | 29%                            |
| 1985 | 26,200             | 22,700             | 6,500                 | 16,100                | 36%                    | 36%                    | 28%                            |
| 1990 | 29,100             | 23,500             | 5,900                 | 15,300                | 36%                    | 38%                    | 26%                            |

Fuente: Statistical Yearbook of the USSR, de varios años, State Statistical Committee of the USSR, Moscú.

### Número de koljoses y granjas corporativas en Rusia, Ucrania y Moldavia, 1990-2005
Número de koljoses y granjas corporativas en Rusia, Ucrania y Moldavia, 1990-2005
|      | Rusia              | Rusia                                  | Ucrania            | Ucrania                                | Moldavia           | Moldavia                               |
| Año  | Número de koljoses | Granjas corporativas (todos los tipos) | Número de koljoses | Granjas corporativas (todos los tipos) | Número de koljoses | Granjas corporativas (todos los tipos) |
| ---- | ------------------ | -------------------------------------- | ------------------ | -------------------------------------- | ------------------ | -------------------------------------- |
| 1990 | 12,800             | 29,400                                 | 8,354              | 10,792                                 | 531                | 1,891                                  |
| 1995 | 5,522              | 26,874                                 | 450                | 10,914                                 | 490                | 1,232                                  |
| 2000 | 3,000              | 27,645                                 | 0                  | 14,308                                 | 41                 | 1,386                                  |
| 2005 | 2,000              | 22,135                                 | 0                  | 17,671                                 | 4                  | 1,846                                  |

Fuentes: 
- Sobre Rusia, Agriculture in Russia, anuario estadístico, Comité Estatal de Estadísticas, Moscú, varios años.
- Sobre Ucrania, Rethinking Agricultural Reform in Ukraine, IAMO, Halle, Germany.
- Sobre Moldavia, tabls de balance de tierras, Agencia Estatal del Catastro, Chisinau, varios años.

Los koljoses han desaparecido casi por completo en los estados de Transcaucasia y Asia Central. En Armenia, Georgia y Azerbaiyán, la desaparición del koljoz fue parte de una individualización general de la agricultura, en la que las granjas familiares desplazaron a las granjas corporativas en general. En los países de Asia Central persisten algunas granjas corporativas, pero no quedan koljoses. Así, en Turkmenistán, un decreto presidencial de junio de 1995 "reorganizó" sumariamente todos los koljoses en "asociaciones campesinas" (turcomano: daikhan berleshik). En Tayikistán, un decreto presidencial de octubre de 1995 inició un proceso de conversión de koljoses en granjas compartidas que operaban en tierras arrendadas, cooperativas de producción agrícola y granjas dehkan (campesinas). Sin embargo, contrariamente a la práctica en todos los demás países de la CEI, un tercio de las 30.000 explotaciones campesinas de Tayikistán están organizadas como explotaciones colectivas dehkan y no como explotaciones familiares. Estas granjas colectivas dehkan a menudo se denominan "kolkhozy" en lengua vernácula, aunque legalmente son una forma organizativa diferente y el número de "verdaderos" koljoses en Tayikistán en la actualidad es menos de 50. De manera similar, en Uzbekistán, el Código sobre Tierras de 1998 cambió el nombre de todos los koljoses y sovjoses a shirkats (cooperativas agrícolas en uzbeko) y apenas cinco años después, en octubre de 2003, la nueva estrategia del gobierno para la reforma agraria prescribió una reorientación radical de shirkats a granjas campesinas, que desde entonces prácticamente han reemplazado a todas las granjas corporativas.

## Funcionamiento

### Situación del campesino
Al miembro de un koljós se lo denominaba koljóznik (masculino) o koljóznitsa (femenino). El plural es koljózniki. A los koljózniks se les pagaba con parte de la producción del koljós y con el beneficio hecho por la explotación agrícola, proporcionalmente a las horas trabajadas. A los koljózniki se les autorizaba además a poseer tierras (aproximadamente de 0.40 hectáreas por cada adulto, como máximo) y un poco de ganado menor, aunque la cantidad permitida de ambos elementos era bastante menor a lo que poseía un campesino ruso pobre en la época zarista. Pese a ello, estas ventajas en especie hacían el koljós mucho más atractivo a los campesinos soviéticos en comparación con el sovjós, en el cual los trabajadores o sovjózniki recibián solamente un salario fijo del Estado soviético sin importar su nivel de producción, siendo que en el sovjós los campesinos no tenían derecho a poseer tierras para explotación propia.
Si bien el koljóznik era reconocido legalmente como ciudadano de la Unión Soviética, enfrentaba una serie de trabas legales. Primeramente, todo campesino que viviera en un koljós estaba prohibido de salir de allí sin permiso de la administración central del mismo. Ello fue duramente criticado por la disidencia soviética que acusaba a los koljoses de repetir la servidumbre del tiempo de los zares donde los campesinos estaban también "atados a la tierra" y prohibidos de salir de sus granjas sin permiso de su señor feudal. Con este sistema el gobierno soviético castigaba como delito toda migración del campo a la ciudad, prácticamente confinando a los campesinos en las granjas colectivas.
En segundo lugar, el campesino koljosiano solo tenía derecho al uso libre de una pequeña parcela de producción individual y a la propiedad de sus artículos personales de labranza, estando prohibida toda otra forma de propiedad personal. No obstante, estos limitados medios servían para su subsistencia y adquirieron gran importancia en tanto los salarios estatales no aumentaron significativamente a lo largo de los años, pese al continuo empobrecimiento del koljós.

### Trabajo y producción
La productividad en un koljós solía ser muy variada, especializando algunos de ellos en cierta clase de productos (grano, legumbres, cereales, carne) pero el escaso financiamiento otorgado por el gobierno soviético para mejoras en la agricultura impidió que los koljoses pudieran abastecer toda la demanda alimentaria de la URSS.

## Véase también

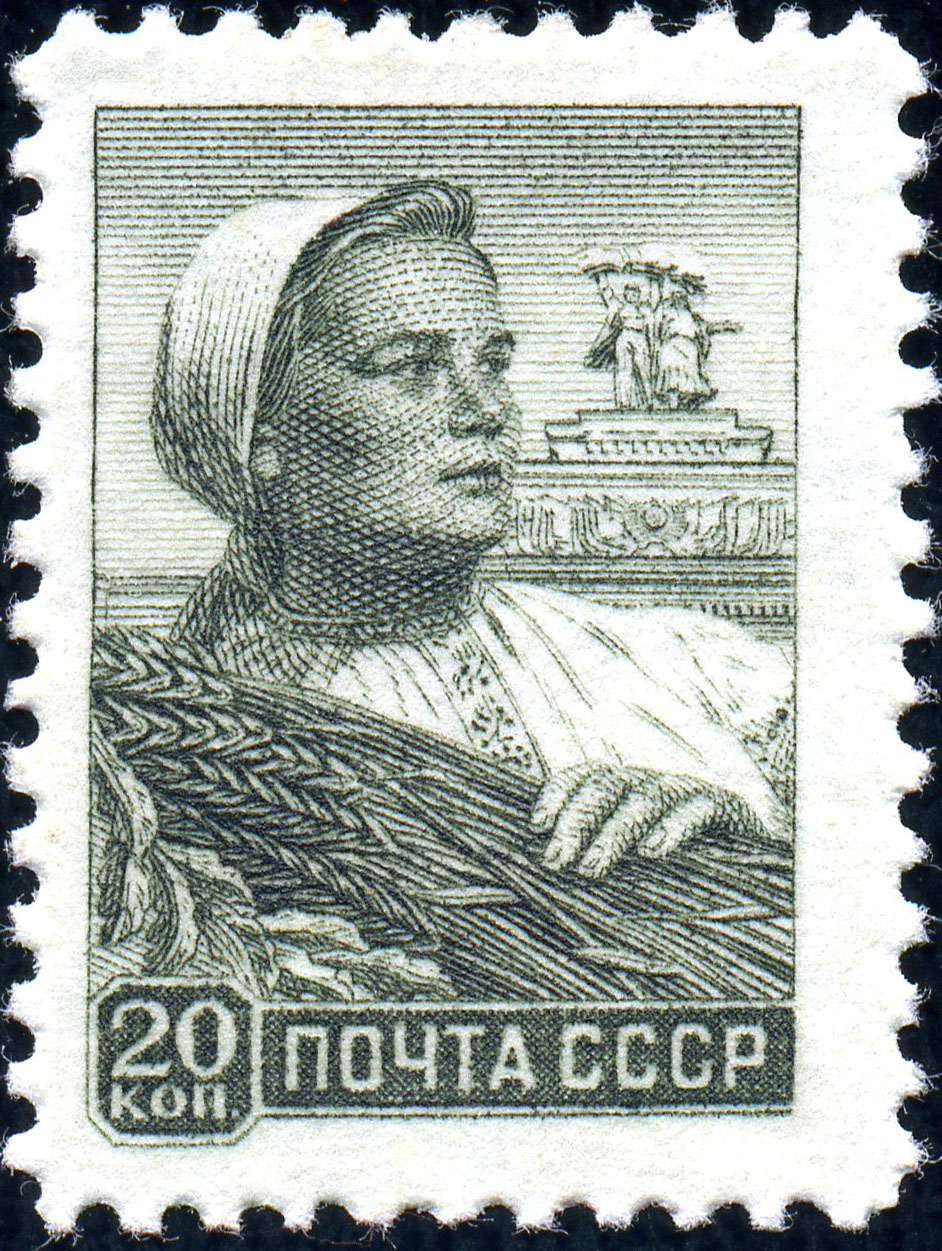
Sello de la Unión Soviética de 1958 con una koljóznitsa, una miembro femenina de un koljós.